# Jacques Morel (Bildhauer)

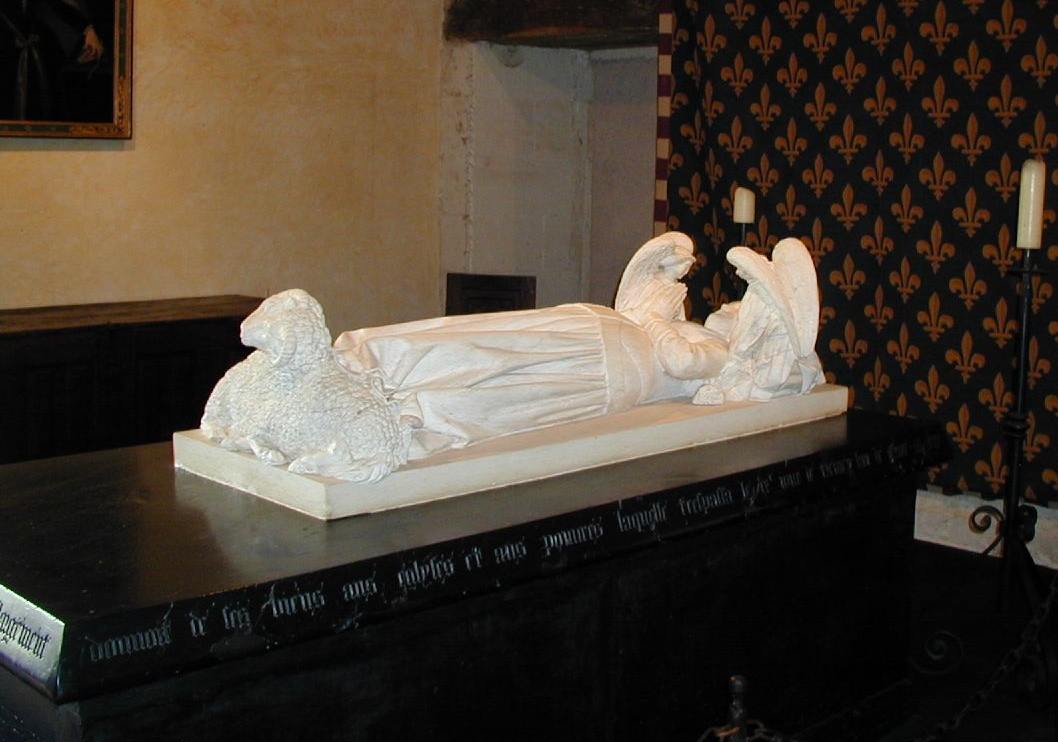
Das Grabmal Agnès Sorels heute in Schloss Loches, das entweder Morel oder Michel Colombe zugeschrieben wird.

Jacques Morel (* um 1395 in Lyon oder Avignon; † 1459 in Lyon oder Angers) war ein französischer Bildhauer, der sich auf Grabdenkmäler mit liegenden Statuen spezialisiert hatte.

## Leben
Morel war der Sohn eines Bildhauers aus Avignon. Er arbeitete von 1418 bis 1425 übernahm er als Baumeister die Leitung der Arbeiten an der Kathedrale St-Jean in Lyon, wo er das Grab von Kardinal Amédée de Saluces vervollständigte, das 1562 zerstört wurde. Karl I., Herzog von Bourbon, beauftragte Morel mit der Errichtung eines Mausoleums für sich und seine Frau Agnes von Burgund in der neuen Kapelle der Basilika in Souvigny, das er in den Jahren 1448 bis 1453 anfertigte. Die 44 knienden, weinenden Engel, die ursprüngliche in den Nischen zu sehen waren, sind nicht mehr vorhanden. Einige der liegenden Statuen, die in einem schlechten Zustand sind, zeugen noch in seinem Können.  Er war ein Schüler von Claus Sluter, wenngleich sein Stil weniger kraftvoll und ruhiger ist. Skulpturen für den Südeingang der Kathedrale von Rodez (um 1448) und das Grab von Agnes Sorel in Loches werden als seine Werke angesehen. Zuletzt arbeitete er an dem Grabmal des Königs René I. von Anjou in der Kathedrale St-Maurice in Angers. Dieses blieb unvollendet, da er vorher verstarb. Der französische Bildhauer Antoine Le Moiturier (1425–1497) war sein Schüler und Neffe.